# Колаку (Вранча)
Колаку (рум. Colacu) насеље је у Румунији у округу Вранча у општини Ваља Сариј. Oпштина се налази на надморској висини од 326 m.

## Становништво
Према подацима из 2002. године у насељу је живело 782 становника, од којих су сви румунске националности.